# 그대의 풍경
《그대의 풍경》은 KBS 1TV에서 2007년 4월 30일부터 2007년 11월 9일까지 방영된 한국방송공사 TV소설이다.

## 개요
60, 70년대 하숙집을 배경으로 여러 인물들의 삶을 그린 드라마.

## 줄거리
미혼모라는 멍에를 짊어진 여성을 축으로 부부간, 가족간의 반목과 갈등. 용서와 화해의 과정을 그린 드라마.

## 등장 인물

### 주요 인물
- 허영란 : 한수련 역
- 김철기 : 우종구 역
- 방문수 : 박동혁 역
- 임예원 : 손윤주 역

### 수련네
- 김현주 : 한영옥 역
- 최정원 : 정순 역

### 종구네
- 김용림 : 황정선 역
- 연규진 : 우광남 역
- 이혜숙 : 장모란 역
- 김재인 : 우종숙 역
- 육동일 : 우종민 역

### 동혁네
- 민욱 : 동혁 부 역
- 안해숙 : 동혁 모 역

### 윤주네
- 미상 : 서정미 역

### 하숙집사람들
- 강석우 : 나판수 역
- 강경헌 : 조혜린 역
- 문천식 : 공상철 역
- 남영진 : 최 부장 역
- 김관기 : 김 대리 역
- 정소희 : 윤 마담 역
- 오지영 : 미스 지 역

### 그외 인물들
- 김천만
- 유채목
- 김병선
- 조선주
- 이은샘

## 참고 사항
- 작가 박진숙은 1999년 사람의 집 이후 8년만에 KBS 연속극을 집필했고 2004년 SBS 소풍가는 여자 이후 3년만에 장편 드라마 집필 활동을 재개[1]했다.
- 한편, 이 작품은 당초 150부작으로 기획되었으나 미스 캐스팅[2] 등의 이유 탓인지 10%대의 저조한 시청률로 성적 부진을 면치 못하자 138회 만에 조기 종영되었으며[3] 작가 박진숙씨는 이 작품을 끝으로 드라마 집필 활동을 접었다.
- 아울러, 해당 작품부터 KBS TV 소설은 7시 50분으로 시간대가 전진배치됐다.[4]
- 우광남 역의 연규진, 장모란 역의 이혜숙과 담당 PD 한정희씨가 호흡을 맞춘 드라마 중의 하나인 KBS 2TV 좋은 남자 좋은 여자[5] 여주인공이었던 염정아는 이 작품의 뒷시간대 드라마이자 1995년 5월 10일부터 6월 29일까지 방영된 자사 수목 미니시리즈 창공에 출연해 왔었으며[6] 나판수 역의 강석우는 창공 후속작인 가면 속의 천사 출연진[7]이었다.